# Gyömrői Edit
Gyömrői Edit (névváltozatai: Gelb, Rényi, Glück, Ujvári, Ludowyk; Budapest, 1896. szeptember 8. – London, 1987. február 10.) magyar pszichoanalitikus, költő, író.

## Életpályája
Középosztálybeli, asszimilálódott zsidó családban, Gelb Márk bútorgyáros, királyi magyar udvari tanácsos és Pfeifer Ilona gyermekeként született. Édesapja 1899-ben Gyömrőire magyarosította családnevüket.
Hollós István elmegyógyász volt a nagybátyja, az ő révén ismerte meg Sigmund Freud tanait. Háborúellenes versekkel kezdte irodalmi pályáját Kassák körében.
1914. december 5-én Budapesten házasságot kötött Rényi Ervin Lajos vegyészmérnökkel, ám a frigy 1919-ben válással végződött. 1917-ben áttért az izraelitáról a római katolikus vallásra, utónevét Edith Máriára változtatta.
1918-ban csatlakozott a Vasárnapi Körhöz.
1919-ben megjelent egy verseskötete Rényi Edit versei címmel.
A Magyarországi Tanácsköztársaság idején Lorsy Ernő vezetése alatt dolgozott a Közoktatásügyi Népbiztosságon. A kommün bukását követően egy darabig Jászi Oszkár lakásán bujkált, azonban besúgták. Eleinte együtt menekültek Lukács György első feleségével, Jelena Grabenko orosz festőnővel. 1920-ban kölcsönpapírok segítségével, valamint fogpasztatubusba elrejtett tíz pengővel menekült, Bécsbe szökött, elutasította a szülői segítséget és alkalmi munkákból igyekezett eltartani magát. Esernyőüzemi munkásként, majd elárusítóként dolgozott a Heller Verlag könyvüzletében.
Baráti körébe tartozott többek között Hermann Broch, Hanns Eisler, Egon Erwin Kisch, Duczyńska Ilona, Lesznai Anna, Balázs Béla és Sinkó Ervin. Bécsből Szlovákiába, később Kolozsvárra ment. Romániából azonban kiutasították kommunista tevékenysége miatt.
Megismerkedett Tölgy (Glück) Lászlóval, aki Prágában dolgozott a szovjet kereskedelmi képviseleten. Hamarosan házasságot kötöttek, majd Berlinbe költöztek. Gyömrői (ekkor Glück) Edit 1923-tól 1933-ig élt a német fővárosban. Itt előbb ruhatervező volt a Neumann Produktion, a Hom-Film és a Tschechowa Filmtársaságnál, többek között Elisabeth Bergner filmjeihez is ő tervezett ruhákat. Megismerkedett Bertolt Brechttel, Ilja Ehrenburggal, Olga Tschechowával. Fordításokat készített a Führer Verlagnak, a kommunista szakszervezet kiadójának, emellett tolmácsolással és fotózással is foglalkozott, valamint a Rote Hilfe című kommunista pártlapot is szerkesztette. 1934-ben kizárták a német kommunista pártból, viszont a kommunista eszméktől nem szakadt el a továbbiakban sem.
Egyidejűleg pszichológiai tanulmányait is folytatta. 1929-ben Otto Fenichel vezetésével analitikus képzésben részesült. Fél évet Párizsban töltött, ez idő alatt megrendezte Tihanyi Lajos első párizsi kiállítását.
Mivel a Német Pszichoanalitikus Egyesület hivatalos képviselői nem rokonszenveztek Gyömrői baloldali politikai nézeteivel, ezért a Berlini Pszichoanalitikus Intézetbe történő felvétele eltolódott, azonban minden előadásra és szemináriumra bejárt három éven keresztül. 1933 májusában tartott előadást „Bevezetés a gyermekanalízisbe” címmel, 1933. június 20-án tartotta meg hivatalos székfoglalóját „Pszeudogenitalitás egy esete anális fixációval” címmel.
1933-ban a Dimitrov-per anyagát Svájcba csempészte, majd Budapestre költözött vissza.
1934-ben a Magyarországi Pszichoanalitikai Egyesületnek rendkívüli tagja lett (azaz szavazati joga nem volt). Az egyesület elnöke ekkor Hollós István volt. 1934. április 13-án előadást tartott az egyesületben „Egy anális karakter analíziséből” címmel.
Dr. Rapaport Sámuel után 1935–36-ban ő kezelte József Attilát. A költő szerelmes lett pszichoanalitikusába, hozzá írta többek között legszebb verseinek egyikét, a Nagyon fájt. 1936 őszén József Attila kapcsolata megromlott pszichoanalitikusnőjével, a költő egy alkalommal késsel támadt rá Gyömrői Editre viszonzatlan szerelme miatt. Újvári László újságíró, Edit vőlegénye, majd későbbi férje volt az, aki a költőtől elvette a kést.
1936 és 1938 között az egyesület szervezésében tartott kurzusokat haladó pedagógusoknak, Hollós István, Hermann Alice, Lévy Kata, Pfeifer Zsigmond és Kovács Vilma mellett. Pikler Emmivel közösen vezetett szemináriumot a Pszichoanalitikai Egyesület Mészáros utcai ambuláns rendelőjében kéthetente anyák és pedagógusok számára, gyakorlati nevelési kérdésekről.
1937. június 15-én Budapesten feleségül ment Újvári Lászlóhoz.
A zsidótörvények miatt 1938-ban mint kommunista zsidó analitikusnak kilátástalanná vált a helyzete, fizető páciensei elfogytak, így abbahagyta praxisát. Ernest Jonestól kapott anyagi támogatást, valamint John Rickman angol analitikus segítségével emigrált férjével. Triesztből indultak útnak hajóval, 1939. február 8-án, Ceylonban telepedtek le. Újvári László ezután nem sokkal elhunyt leukémiában.
Férje halála után el akarta hagyni Colombót, ám ekkor megismerkedett Evelyn Frederick Charles Ludowyk Shakespeare-kutatóval, aki a colombói, majd a peradeniyai egyetem anglisztika tanszékét vezette, valamint az egyetemen működő English Dramatic Society (DramSoc) vezetője és rendezője volt. Ludowyk Gyömrőinél tíz évvel volt fiatalabb, származását tekintve burger: félig holland, félig pedig szingaléz.
Gyömrői 1941 elején elhajózott Los Angelesben élő nővéréhez, mert véglegesen szeretett volna letelepedni. Ezen szándékában támogatta az oda emigrált Otto Fenichel is.
1942. március 25-én Gyömrői férjhez ment Lyn Ludowykhoz. Jelmezek és díszletek tervezésével foglalkozott, a hallgatók körében nagy népszerűségnek örvendett. Gyömrői Ceylonban az indiai pszichoanalitikus egyesületnek tagja volt, de bekapcsolódott a helyi baloldali és nőmozgalmakba is.
1948-ban cikke jelent meg „Feminism or Socialism?” címmel a Times of Ceylon című lapban.
1955-ben publikált etno-pszichoanalitikus tanulmányában, mely „A lányok pubertáskori rítusai egy változóban lévő társadalomban” címet viselte (Ludowyk Gyömrői, 1955) megjelennek érdeklődési területei. A társadalmi változásokkal, a pszichoanalízissel, a pubertás, a nőiség és a rítusok problémáival együttesen foglalkozik ezen írásában.
1956 szeptemberében Londonba költözött. Itt csakhamar felépítette analitikus praxisát, s nyolcvanéves koráig dolgozott. A Brit Pszichoanalitikus Egyesület tagja volt, Anna Freud köréhez tartozott, munkatársa lett a Hampstead Clinic-nek (a mai Anna Freud Intézet). Részt vett analitikusok képzésében, valamint nemzetközi kongresszusokon. Alkalmanként publikációi is jelentek meg, egyik legismertebb tanulmánya az „Egy koncentrációs tábort túlélt fiatal lány analízise” című esettanulmány, melyet több nyelvre is lefordítottak. 1960-ban harmincoldalas esettanulmányt írt „Mrs. Joyce Edwards” címmel, 1980 környékéről pedig egy „Sylia Zarkhi” című 106 gépelt oldalnyi irat maradt fenn tőle, ezt azonban sohasem jelentette meg.
Idősebb korára régi, romos vidéki házak restaurálásán dolgozott. Volt, amelyikben ő élt férjével együtt, a Londonból történő visszavonulásukat követően, míg másokat kis összegért adott el barátai számára.
Az 1970-es években többször is hazalátogatott Magyarországra, itthoni kollégáival is felvette a kapcsolatot.
Az 1971-es bécsi nemzetközi pszichoanalitikus kongresszuson eszmecserét folytatott Hidas Györggyel arról, hogy a magyar pszichoanalitikusokat a Nemzetközi Pszichoanalitikus Egyesületbe újra felvegyék, valamint az erre a célra életrehívott bizottságban is aktívan tevékenykedett. 1974-ben részt vett azon a konferencián, amelyet Ferenczi Sándor születésének 100+1. évfordulójának alkalmából rendeztek meg.
1977-ben az Országos Ideg és Elmegyógyintézet felkérésére tartott előadást Budapesten. Az igazgató, Tariska István azonban nem adott rá engedélyt, hogy az előadás nyilvános keretek között folyjon, ezért kizárólag orvosokat engedtek be rá.
1985-ben amikor férje elhunyt, átköltözött kollégái és barátai, Anne-Marie és Joseph Sandler londoni házába. Gyömrői Edit két évvel később, 90 éves korában halt meg.

## Munkái
- Rényi Edit versei (Benkő, Bp., 1919)
- Edith Ludowyk Gyomroi: The Analysis of a Young Concentration Camp Victim (The Psychoanalytic Study of the Child, 1963)
- Rényi Edit: Megbékélés; ford. Vermes Magda; Magvető, Bp., 1979. ISBN 963 271068 1
- Edit Gyömrői: Gegen den Strom. Christiane Ludwig-Körner kiadása, Berlin, 2014.
- Gyömrői Edit: Szemben az árral. Regény (Gegen den Strom); jegyz., utószó Borgos Anna és Mihály Eszter, németből ford. Kis János; Jelenkor, Pécs, 2015.